# Petrus Camper
Petrus Camper (1722 – 1789) è stato un anatomista olandese.

## Biografia
Si interessò anche di embriologia, anatomia comparativa, paleontologia e arte, diventando membro della Royal Society. Fu politico conservatore.
Petrus Camper introdusse per primo l'utilizzo dell'angolo facciale in anatomia comparativa, collegandolo anche con l'ideale della bellezza nella rappresentazione dell'essere umano in età classica.
Le sue riflessioni sulla misura dell'angolo facciale vennero successivamente mutuate dalle emergenti teorie razziste in quanto considerate, a torto, la dimostrazione dell'esistenza di una gerarchia fra le differenti tipologie umane (di questo fraintendimento parla Stephen J. Gould nel saggio L'angolo facciale di Camper all'interno del suo libro Bravo Brontosauro).
Si ricorda l'influenza avuta su Georges Cuvier, che elogiò l'occhio geniale di Camper.